# John Brown (handelsmand)
 Der er flere personer med dette navn, se John Brown.
John Brown (født 3. marts 1723 i Dalkeith i Skotland, død 16. januar 1808 på Maglegård i Gentofte) var en dansk grosserer, skibsreder og godsejer.

## Grosserer
Hans forældre var "gentleman" hos markisen af Tweeddale William Brown (død 1746) og Margaret Howet (død tidligst 1777). Det menes, at John Brown tilhører en yngre gren af en gammel skotsk adelsslægt, og han kom 23 år gammel til Danmark, hvilket skete få måneder efter, at hans far angiveligt faldt i slaget ved Culloden. Brown havde en god skolemæssig baggrund, og i Danmark blev han ansat hos handelshuset Nicolai Fenwich i Helsingør, hvor han blev fuldmægtig. 1750 kom han til København for at udøve grosserervirksomhed, fik 1755 borgerskab som sådan og købte en ejendom på Christianshavn i Overgaden oven Vandet ved Snorrebroen, hvor han indrettede en kulplads samt pakhuse. Fra 1757 havde han kontor i Vingårdsstræde og fra 1772 i Brogade 1, der var den yderste, senere nedrevne gård ved Knippelsbro. I 1759 indgik han et kompagniskab med sin bror David Brown med firmanavnet John & David Brown. Virksomheden handlede især med vin, stenkul samt materialer til tøjfabrikation og tilbød desuden kommissions-, spekulations- og vekselhandel mm. Firmaets skibe havde især Vestindien og Middelhavet som deres destinationer, og handelshuset kom efterhånden til at spille en væsentlig rolle i vedligeholdelsen af den vestindiske handel. Dets handelsflåde voksede særlig, da det tillige blev inddraget i den ostindiske handel, og omfattede 1787 sytten skibe, bl.a. flere fregatter.

## Asiatisk Kompagni
Browns indflydelse som skibsreder fortsatte i slutningen af 1750'erne, da Brown blev "hovedparticipant" i Asiatisk Kompagni og derigennem fik indflydelse på kompagniets ledelse, der i Browns tid opnåede sin fulde blomstring. 1770-75 og 1779-85 var han en af selskabets direktører. I den rolle støttede han sig til den nye samfundstendens, der ville fremme det private initiativ, og fra 1774 sendte han for egen regning skibe til Ostindien, hvor han havde fået sin bror David udnævnt til guvernør. Når kompagniets skibe kom hjem med deres kostbare vareladninger, købte han store partier deraf på auktionerne (på en enkelt auktion fx for 30.000 Rdl.), og i sit pakhus havde han et par år liggende 100.000 pund salpeter. 1781 købte han skibsværftet Unrost bag ved Frederiks tydske Kirke til sin ældste søn William, der året efter blev optaget i firmaet, der skiftede navn til John & William Brown & Co. John Brown blev desuden generalkrigskommissær 1776.

## Landmand
Samtidig var den energiske mand også involveret i landbrug. Brown blev således Gentoftes største grundejer efter J.H.E. Bernstorff, idet han her ejede Tranegård med teglværk, Maglegård og Getreuensand og indkaldte skotske landmænd, der skulle oplære de danske bønder. Hans dygtighed og held kulminerede i 1782, da den danske handel nåede et højdepunkt i ly af neutraliteten, idet Brown købte det store palæ på hjørnet af Frederiksholms Kanal og Ny Kongensgade (senere Mogens Frijs' Palæ, nu henholdsvis Borups Højskole og Wedells Palæ), hvor han flyttede ind, og herregården Benzonseje mellem Roskilde og Køge med seks kirker og meget bøndergods. Her begyndte han straks at praktisere den nye tids landbrugsideer.
John Brown førte stort hus, og da den amerikanske uafhængighedskrig sluttede, og handelsmængden svandt ind, kunne hans forretning trods væsentlig støtte fra statens side ikke holdes oppe. Hans handelsflåde og hans ejendomme måtte 1788 realiseres, og samtidig døde hans søn og associé William kun 30 år gammel. Hårdt ramt på flere måder flyttede han ind hos sin datter, men levede senere endnu en årrække i landlig fred på Maglegård, som han havde forskønnet. 1759-62 havde han ejet landstedet Aggershvile.
Brown blev gift 20. oktober 1756 i Tysk Reformerte Kirke i København med Anna Applebye (døbt 23. september 1738 i København – 13. december 1798 sammesteds), datter af skibsreder Peter Applebye og hustru.
Han er begravet i Frederiks tydske Kirke.
Der findes portrætmalerier af Peter Wichmann fra 1759 på Halsted Kloster og af J.F. Camradt fra 1771 i familieeje. Silhouet af C. Limprecht i Det Kongelige Bibliotek.